# Reduto de Faxina
Um Reduto de Faxina localizava-se provavelmente na vila de São José de Riba-Mar, atual cidade de Fortaleza, no litoral do estado brasileiro do Ceará.

## História
Este simples reduto de faxina, sem nome, é citado por BARRETTO (1958), que informa tratar-se de uma fortificação artilhada com três peças (op. cit., p. 97).
Não foram identificadas informações complementares a seu respeito.